# V-Rally 3
V-Rally 3 est un jeu vidéo de course de rallye automobile développé par Eden Studios et édité par Infogrames sous la marque Atari en 2002 sur PlayStation 2 et Game Boy Advance. Le jeu a été adapté l'année suivante sur Xbox, GameCube et Windows.

## Système de jeu
La principale nouveauté de ce troisième épisode est la présence d'un mode carrière. Celui-ci oblige le joueur à faire ses preuves dans une catégorie inférieure, le Super 1600, avant d'accéder à la catégorie reine du championnat du monde des rallyes WRC. Ce mode de jeu amène le joueur à effectuer des choix cruciaux, notamment en optant pour telle écurie plutôt qu'une autre : les performances passées étant prises en compte lors des propositions de contrats.
Le jeu bénéficie des licences des principaux constructeurs de la discipline et il est ainsi possible de piloter les modèles  participant au véritable WRC mais dans un habillage non officiel cependant, la série concurrente WRC bénéficiant quant à elle de la licence du WRC.

## Accueil
- Gamekult : 7/10 (PS2)[1] - 7/10 (XB)[2] - 6/10 (GC)[3] - 9/10 (GBA)[4]
- IGN : 8,8/10 (PS2)[5]
- Jeuxvideo.com : 16/20 (PS2)[6] - 17/20 (GBA)[7]
- Jeux vidéo Magazine : 17/20 (PS2)[8] - 17/20 (GBA)[9]